# Airspeed Oxford
Airspeed AS.10 Oxford je bilo dvomotorno propelersko vadbeno letalo, ki so ga zasnovali v Združenem kraljestvu v 1930ih. Letalo so uporabljali za šolanje posadk v navigaciji, radiokomunikaciji, odmetavanju bomb in operiranju strojnic. 

## Specifikacije (Mk I)
Podatki iz Modern Trainer;Flight 30 June 1938, p. 630
Splošne karakteristike
- Posadka: 3
- Dolžina: 34 ft 6 in (10,52 m)
- Razpon kril: 53 ft 4 in (16,26 m)
- Višina: 11 ft 1 in (3,38 m)
- Površina kril: 348 ft² (32,3 m²)
- Teža praznega letala: 5322 lb (2419 kg)
- Naložena teža: 7500 lb (3409 kg)
- Pogon letala: 2 ×  radialni motor Armstrong Siddeley Cheetah X, 350 KM (261 kW)  vsak

 Zmogljivost 
- Maks. hitrost: 192 mph (167 vozlov, 309 km/h) at 8000 ft (2440 m)
- Trajanje leta: 5,5 ur
- Višina leta: 23550 ft (7180 m)
- Hitrost vzpenjanja: 1340 ft/min (6,8 m/s)

Oborožitev

- Strelno orožje: 0.303 in (7.7 mm) Vickers K strojnica
- Bombe: 16× 11,5 lb  (5 kg) bombe za vadbo